# 祖布祖布斯！
《祖布祖布斯！》（英語：The ChubbChubbs!）是一部由索尼影視影象工作（Sony Pictures Imageworks）製作，哥倫比亞電影公司於2002年所發行的電腦動畫喜劇短片，導演是埃里克·阿姆斯特朗（Eric Armstrong），製片是傑喬·班姆布克（Jacquie Bambook），編劇是傑夫·沃爾弗頓（Jeff Wolverton）。
《祖布祖布斯！》是索尼影視的第一部純電腦動畫，原被設定為流程測試而創作，用以協助索尼影視影象工作確認電腦動畫製片過程的強項與弱項，成功表現出多項技術與藝術的挑戰，並獲得第75屆奧斯卡最佳動畫短片獎殊榮。

## 劇情
外星人密帕（Meeper），在一間位於沙漠中名叫愛異型（Ale-E-Inn）的外星酒吧中，擔任清潔工作，幻想著可以在舞台上演唱，在混然忘我哼唱時打翻水桶，燒掉了麥克風，密帕因此被酒保丟出門外。密帕遇到一位垂死逃難的外星人，警告密帕「祖布祖布斯要來了！」，沙漠不遠處有一朶雷電交加的雲，下方沙塵滾滾，看似萬馬奔馳之隊伍朝酒吧方向而來。密帕趕緊跑回酒吧通知大家，可是酒保仍然很生氣，再把密帕踢走，嚇跑了 4 隻黃色的小生物。密帕不放棄，於是爬到屋頂上，想從天窗呼叫通知大家，卻把屋頂踩出一個大洞掉到屋內，此時有另一個路人打開門喊說「祖布祖布斯要來了！」，大夥便愴惶逃走，留下走避不及的密帕。
密袙眼看隊伍的風暴越來越近，便邁步往前跑，卻發現一旁黃色小生物正低頭覓食，密帕大叫「祖布祖布斯要來了！趕快走！」，但小生物不為所動，密帕走過去，用水桶裝著 4 隻生物。就在此時，身穿盔甲的高大兇猛戰士隊伍，來到密帕跟前，一一亮出各式武器，密帕把裝著小生物的水桶反過來以保護牠們，密帕轉身面對戰士隊伍，根本無法逃脫，突然間他唱起歌來，想用唱聲安撫惡煞，卻沒有獲得多少善意回應。密帕不小心把水桶打翻，小生物跌到地上，忽然間小生物張開嘴，露出密密麻麻會旋轉的牙齒，沒花多少時間便把戰士們全數解決，跑回密帕並依偎在密帕的身上，原來小生物才是祖布祖布斯。故事的最後，密帕與祖布祖布斯組成了歌唱組合登台演唱，觀眾在祖布祖布斯的威逼下給與如雷的掌聲，密帕高興地謝幕。
短片中借用了一些經典角色，酒吧中有《異形系列》中的異形在喝飲料，《星戰系列》的達斯·維德與尤達比腕力，第一個電影機械人角色，《禁忌星球》（Forbidden Planet）中的露比（Robby the Robot)，與第一個電視影集機械人角色，《太空迷航》（Lost in Space）中的在揮舞雙手，而垂死逃難者是《星戰系列》中的賈·賈·賓克斯（Jar Jar Binks），愴惶逃走的外星人群中有人騎腳踏車用菜籃載著《E.T.外星人》的。

## 角色
- 密帕：由布拉德福德·西蒙森（Bradford Simonsen）配音
- 女歌手：由摩湯妮媞·詹金斯（Mortonette Jenkins）配音